# Juegos Florales Hispanoamericanos de Quetzaltenango
Los Juegos Florales Hispanoamericanos son un certamen literario anual de poesía, novela y cuento (anteriormente también ensayo), organizado por la Comisión Permanente de Juegos Florales Hispanoamericanos y la Municipalidad de Quetzaltenango, Guatemala. La premiación se realiza cada 12 de septiembre en el Teatro Municipal de la ciudad. 

## Historia

### Juegos Florales Nacionales
El año 1916 fueron organizados los Juegos Florales Nacionales por iniciativa del alcalde Manuel Sáenz Mérida, quien era acompañado del Dr. Ezequiel de León, los poetas Pío M. Ripiele, Osmundo Arriola y los escritores Lic. Filadelfo Fuentes, Jaime Sabartes, Br. Gregorio Aguilar y el Br. Ignacio Sáenz Ocaña. El nombre recibió la influencia de los juegos florales originarios de Europa, cuyos ganadores eran premiados, precisamente, con flores. El primer premio consistía en una “Palma de Oro”, la cual fue adjudicada por primera vez a Osmundo Arriola con el poema Canto a Minerva. 
El evento fue legalizado el 26 de julio de 1918 y era el punto culminante de las denominadas “Fiestas de Minerva” de inspiración liberal, que se celebraban en el mes de octubre durante el régimen de Manuel Estrada Cabrera y que tenían como temática la paz, la cultura y el progreso.
Con la caída del presidente Cabrera en 1920 los Juegos fueron suspendidos, pero se reiniciaron el siguiente año en el mes de septiembre durante la denominada "Feria Centroamericana de Independencia". Nuevas suspensiones acaecieron en 1922, 1924, 1925 y 1926, y entre 1929 y 1945. En estos años se registró el primer extranjero en ganar el evento, cuando en 1928 el salvadoreño Quino Caso resultó galardonado.
Desde el año 1946 se celebran sin interrupción, y también la ocasión es aprovechada para coronar a la "Reina de los Juegos".

### Juegos florales hispanoamericanos
Los Juegos Florales alcanzaron un nivel Hispanoamericano desde 1984 en la rama de poesía. Con el aumento del número de participantes de otros países, se establecieron formalmente como Juegos Florales Hispanoamericanos desde 1999 en las ramas de poesía, cuento y teatro. Sin embargo, en algunas ocasiones han sido convocados en poesía, novela y cuento, y otras, las menos, incluso en ensayo. 
Por otra parte, quienes ganaren los Juegos en tres ocasiones, se hacían acreedores de menciones honoríficas especiales: si es poeta recibía el grado de “Maestre del Gay Saber”, y obtenía además el “Collar del poeta rector”. Una vez adquirido el nombramiento, estaba impedido de volver a participar en otro certamen. Hasta el año 2011, dos han sido los favorecidos con este galardón en la rama de poesía: el guatemalteco Werner Ovalle López (1960), y el salvadoreño David Escobar Galindo (1983). Para las ramas de cuento y teatro los laureados reciben el grado de “Maestre de Narrativa” y “Maestre de Teatro” respectivamente, junto a una insignia especial. En cuento ganó tres veces, y fue declarado Maestre, el salvadoreño José María Méndez, en 1970, 1973 y 1976. En teatro también ganó tres veces el autor salvadoreño Carlos Velis: en 1998, en 1999 y en 2004. 
Hasta la edición número 73 del año 2010, los ganadores de cada certamen recibían 25 mil quetzales en cada rama; en poesía se adjudicaba el premio “La Monja de Oro”; en cuento, la “Palma de Oro” y en Teatro, la “Máscara de Oro”.
A partir del año 2012, la ramas premiadas serán las de poesía, novela y ensayo. Los ganadores se harán acreedores a la “Presea de Oro” y 25 mil quetzales; y el que haya sido premiado en tres ocasiones en la rama de poesía será reconocido como “Maestre en Gay Saber”, y obtendrá el “Collar del Poeta Rector” y tendrá el impedimento de volver a participar en otro certamen; para novela y ensayo serán reconocidos como “Maestre en Narrativa” y “Maestre en Crítica”, respectivamente, junto a una insignia especial.

### Personas galardonadas
| Año  | Poesía | Teatro                                                           | Novela                                                                     | Cuento                                                                        | Ensayo                      |
| ---- | --- | ---------------------------------------------------------------- | -------------------------------------------------------------------------- | ----------------------------------------------------------------------------- | --------------------------- |
| 1922 | Alfonso Cortés: Poeta, periodista, traductor y maestro nicaragüense. Poema originalmente llamado "Canto épico a la Unión Centroamericana", que ganó el primer premio en la rama de la poesía bajo el título de "La Odisea del Istmo" |                                                                  |                                                                            |                                                                               |                             |
| 1998 | | Carlos Velis                                                     |                                                                            |                                                                               |                             |
| 1999 | | Carlos Velis                                                     |                                                                            |                                                                               |                             |
| 2000 | |                                                                  |                                                                            |                                                                               |                             |
| 2004 | | Carlos Velis                                                     |                                                                            |                                                                               |                             |
| 2005 | |                                                                  |                                                                            |                                                                               |                             |
| 2006 | |                                                                  |                                                                            |                                                                               |                             |
| 2007 | José Antonio Landa |                                                                  |                                                                            |                                                                               |                             |
| 2008 | Mario Noel Rodríguez | Miguel Rojas                                                     |                                                                            | Rodrigo Fuentes García                                                        |                             |
| 2009 | Daniel Matul Romero | Norma Navarro                                                    |                                                                            | Enrique Jaramillo Levi                                                        |                             |
| 2010 | Carmen González Huguet | René Estuardo Galdámez                                           |                                                                            | Aída Toledo                                                                   |                             |
| 2011 | Luis Morales Rodríguez | Luis Felipe Garzona López                                        | Carlos Roberto Paz                                                         |                                                                               |                             |
| 2012 | |                                                                  |                                                                            |                                                                               |                             |
| 2013 | |                                                                  |                                                                            |                                                                               |                             |
| 2014 | Luis Morales Rodríguez |                                                                  | Juan José Guerrero Pérez                                                   |                                                                               |                             |
| 2015 | |                                                                  |                                                                            |                                                                               |                             |
| 2016 | |                                                                  |                                                                            |                                                                               | Juan José Guerrero Pérez    |
| 2017 | José Antonio Landa |                                                                  | Carmen González Huguet                                                     | Juan José Guerrero Pérez                                                      |                             |
| 2018 | Javier Álvarado | René Eduardo Gáldamez                                            | Carlos Noé Ancheta Vásquez                                                 |                                                                               |                             |
| 2019 | Esther Mayorga |                                                                  | Erick Manfredo Espinosa                                                    | Daniel Castillo Pérez                                                         |                             |
| 2020 | |                                                                  |                                                                            |                                                                               |                             |
| 2021 | César Manrique de León Galindo |                                                                  | Mirta González Suárez                                                      |                                                                               | Diego David Greene Martínez |
| 2022 | Pedro Antonio Aguilera Flores |                                                                  | Rudy Estuardo Mérida Cifuentes                                             | Carlos Noé Ancheta Vásquez                                                    |                             |
| 2023 | Juan José Ríos Guevara | Camilo Alberto Vergara Peña Accésit: Dionisio Fidel Guerra Núñez | Elmer Danilo Umaña Sacasa Accésit: Arquímedes Vladimir González Torres     |                                                                               |                             |
| 2024 | Primer lugar: Lilia Ramírez Carrera Segundo lugar: Byron Ramírez Agüero |                                                                  | Primer lugar: Germán Barrera Toro Segundo lugar: Reynaldo Armando Montalvo | Primer lugar: Leonardo Moreno Lerma Segundo lugar: Julio María Fernández Meza |                             |